# Математическое просвещение
«Математическое просвещение» — сборник научно-популярных статей по математике, ныне издаваемый МЦНМО.
Сборники текущей третьей серии представляют собой связующее звено между специальной и популярной математической литературой. В сборники включаются научно-популярные статьи о новых результатах и новых направлениях развития чистой и прикладной математики, в том числе переводы статей из научно-популярных зарубежных математических изданий. Помимо статей собственно математического содержания, в сборниках публикуются материалы, отражающие состояние преподавания математики в России (прежде всего в специализированных школах и в профильных вузах), а также статьи исторического характера.
Электронные версии сборника (все серии) доступны на официальном сайте.

## История
Сборник начинали издавать три раза, таким образом существуют три серии сборника.
- Первая серия: 1934—1938 (редактор Ростислав Николаевич Бончковский)
- Вторая серия: 1957—1961.
- Текущая третья серия издается с 1997 года.

## Библиотека «Математическое просвещение»
Приложением к сборнику «Математическое просвещение» является серия брошюр Библиотека «Математическое просвещение», ориентированная в основном на школьников и учителей. Материалы брошюр этой серии представляют собой углубленное изложение тем, поверхностно затрагиваемых в школьной программе, а также элементарное изложение основных результатов из областей математики, не вошедших в школьную программу.
Электронные версии брошюр серии Библиотека «Математическое просвещение» также свободно распространяются.